# Stigmella xystodes
Stigmella xystodes là một loài bướm đêm thuộc họ Nepticulidae. Nó được tìm thấy ở the Oriental region to Cận Đông, Bắc Phi và quần đảo Canaria.
Sải cánh dài 4.9–6.6 mm đối với con đực và 5–5.5 mm đối với con cái. Con trưởng thành bay từ tháng 7 đến tháng 8 in the orient.
Ấu trùng ăn Cyperus rotundus và probably Cyperus conglomeratus. Chúng ăn lá nơi chúng làm tổ. 